# Villa Luro
Villa Luro est un quartier (ou barrio en espagnol) de la ville de Buenos Aires, capitale de l'Argentine.

## Quelques chiffres
- Population : 30.753 habitants.
- Superficie : 2,6 km2
- Densité : 12.637 hab / km2

## Personnalités liées au barrio
- Thelma Stefani, née en 1948 dans le barrio, décédée en 1986